# Technologie de l'hydrogène

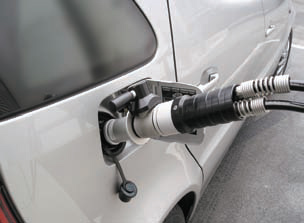
Remplissage d'un réservoir de voiture fonctionnant à l'hydrogène.

La technologie de l'hydrogène recouvre les techniques de production, de transport et distribution, de stockage et d'utilisation du dihydrogène. Ce vecteur énergétique a une place centrale dans la perspective d'une économie hydrogène.
La liste des techniques fondées sur l'utilisation du dihydrogène est donnée ci-dessous.

## Enjeux
Ces techniques présentent des enjeux environnementaux importants (si l'hydrogène est produit au moyen de techniques douces, sûres et ne faisant pas appel aux énergies fossiles) car l'hydrogène est un carburant considéré comme particulièrement « propre » et pouvant éventuellement être utilisé comme un équivalent du stockage de l'électricité photovoltaïque ou d'origine éolienne qui sont intermittentes. Un autre enjeu est celui de son acceptabilité sociale en tant que produit potentiellement explosif.

## Production d'hydrogène
- Photosynthèse artificielle
- Biohydrogène
- Production biologique d'hydrogène par des algues
- Électrolyse
- Reformage catalytique
- Décomposition de l'eau
- Réacteur nucléaire de génération IV

## Piles à combustible
- Pile à combustible alcaline
- Pile à combustible à hydrure de bore direct
- Pile à combustible à éthanol direct
- Pile à combustible à méthanol direct
- Pile à combustible électro-galvanique
- Pile à combustible à acide formique
- Pile à combustible à hydrure métallique (en)
- Pile à combustible à carbonate fondu
- Pile à combustible à acide phosphorique
- Cellule photoélectrochimique
- Pile à combustible à membrane d'échange de protons
- Pile à combustible à céramique protonante
- Pile à combustible réversible
- Pile à combustible à oxyde solide

### Stockage d'hydrogène
- Hydrogène liquide
- Hydrogène comprimé
- Réservoir d'hydrogène
- Remorque à réservoirs d'hydrogène comprimé
- Conversion d'énergie en gaz combustible

## Véhicules à hydrogène

### Ballons dirigeableshistoriques
- LZ 129 Hindenburg
- Zeppelin

### Avions
- Hyfish (en)
- DLR Smartfish
- Tupolev Tu-155[2]

### Moteurs-fusées
Les fusées suivantes sont (ou étaient) partiellement ou totalement propulsées au LH2 :
- Saturn V (étage supérieur) ;
- Navette spatiale américaine ;
- Ariane 5 ;
- Delta IV ;
- Atlas V (étage supérieur Centaur).

### Automobiles
- BMW H2R
- BMW Hydrogen 7
- Chrysler Natrium
- Fiat Panda II H2
- Fuel Cell Bus Club (en)
- General Motors Hy-wire (en)
- Chevrolet Sequel
- Honda FCX
- Mercedes-Benz F-Cell (en)
- Morgan LIFEcar (en)
- Peugeot Quark
- Toyota Mirai

### Chemin de fer
- iLint
- HyRail

## Technologie environnementale
- Digestion anaérobique
- Gaz de synthèse

## Nucléaire
- Bombe H

## Chimie organique
- Déshydrogénation
- Hydrogénation
- Hydrogénolyse